# Lyle Lovett
Lyle Pearce Lovett, född 1 november 1957 i Houston, Texas, är en amerikansk singer-songwriter och skådespelare. Han har vunnit fyra Grammys, däribland för bästa countryalbum 1996, med The Road to Ensenada.
Han var under två år på 1990-talet gift med Julia Roberts.

## Diskografi
Studioalbum
- 1986 – Lyle Lovett
- 1987 – Pontiac
- 1989 – Lyle Lovett and His Large Band
- 1992 – Joshua Judges Ruth
- 1994 – I Love Everybody
- 1996 – The Road to Ensenada
- 1998 – Step Inside This House
- 2003 – My Baby Don't Tolerate
- 2007 – It's Not Big It's Large
- 2009 – Natural Forces
- 2012 – Release Me

Livealbum
- 1999 – Live in Texas

Samlingsalbum
- 1991 – Here I Am - The Lyle Lovett Collection
- 2001 – Anthology Volume One - Cowboy Man
- 2003 – Smile - Songs From The Movies

Soundtrack
- 2000 – Dr. T & the Women

Singlar (topp 50 på Billboard Hot Country Songs)
- 1986 – "Farther Down the Line" (#21)
- 1986 – "Cowboy Man" (#10)
- 1987 – "God Will" (#18)
- 1987 – "Why I Don't Know" (#15)
- 1987 – "Give Back My Heart" (#13)
- 1988 – "She's No Lady" (#17)
- 1988 – "I Loved You Yesterday" (#24)
- 1988 – "I Married Her Because She Looks Like You" (#45)
- 1989 – "If I Were the Man You Wanted" (#49)

## Filmografi
- 1992 – Spelaren
- 1993 – Short Cuts
- 1994 – Prêt-à-Porter
- 1996 – Horungen
- 1997 – Breast Men
- 1998 – The Opposite of Sex
- 2002 – The New Guy
- 2007 – Walk Hard
- 2008 – The Open Road
- 2011 – When Angels Sing
- 2013 – The Bridge (TV-serie)